# هارکورت اومموندسن
هارکورت اومموندسن (انگلیسی: Harcourt Ommundsen; ۲۳ نوامبر ۱۸۷۸ – ۳۰ سپتامبر ۱۹۱۵) تیرانداز اهل پادشاهی متحد بریتانیای کبیر و ایرلند بود.